# Проволочное
Проволочное — упразднённое в 1945 году село, вошедшее в состав пгт Виля Горьковской области РСФСР. Ныне микрорайон (посёлок) рабочего посёлка Виля городского округа город Выкса Нижегородской области России. 

## География
Расположен на берегу реки Железница.

### Климат
Климат умеренно-холодный (согласно классификации климатов Кёппена — Dfb). Среднегодовая температура положительная и составляет + 4.6 °C, средняя температура самого холодного месяца января −10.9 °С, самого жаркого месяца июля +19.1 °С. В год выпадает около 591 мм осадков. Наименьшее количество осадков выпадает в марте, в среднем 26 мм. Большая часть осадков здесь выпадает в июле, в среднем 82 мм.
.

## История
Насёлённый пункт существует с XVIII века. Завод построен при Баташёвых в начале XIX века.
В 1945 году село Проволочное включено в состав  рабочего посёлка
В октябре 2008 года был восстановлен Храм Успенской Божией матери, по другим данным
Храм Успенской Божией Матери отреставрирован 25 октября 2009 года

## Население
Население посёлка около 1000 человек (2008).

## Инфраструктура
В 2008 году по посёлку был проведён газ.
Проволоченская школа (образование 9 классов)

## Транспорт
Остановка общественного транспорта «Проволочное».